# Acantholimon speciosissimum
Acantholimon speciosissimum är en triftväxtart som beskrevs av James Edward Tierney Aitchison och William Botting Hemsley. Acantholimon speciosissimum ingår i släktet Acantholimon och familjen triftväxter. Inga underarter finns listade i Catalogue of Life.